# مرغ پاپریکایی

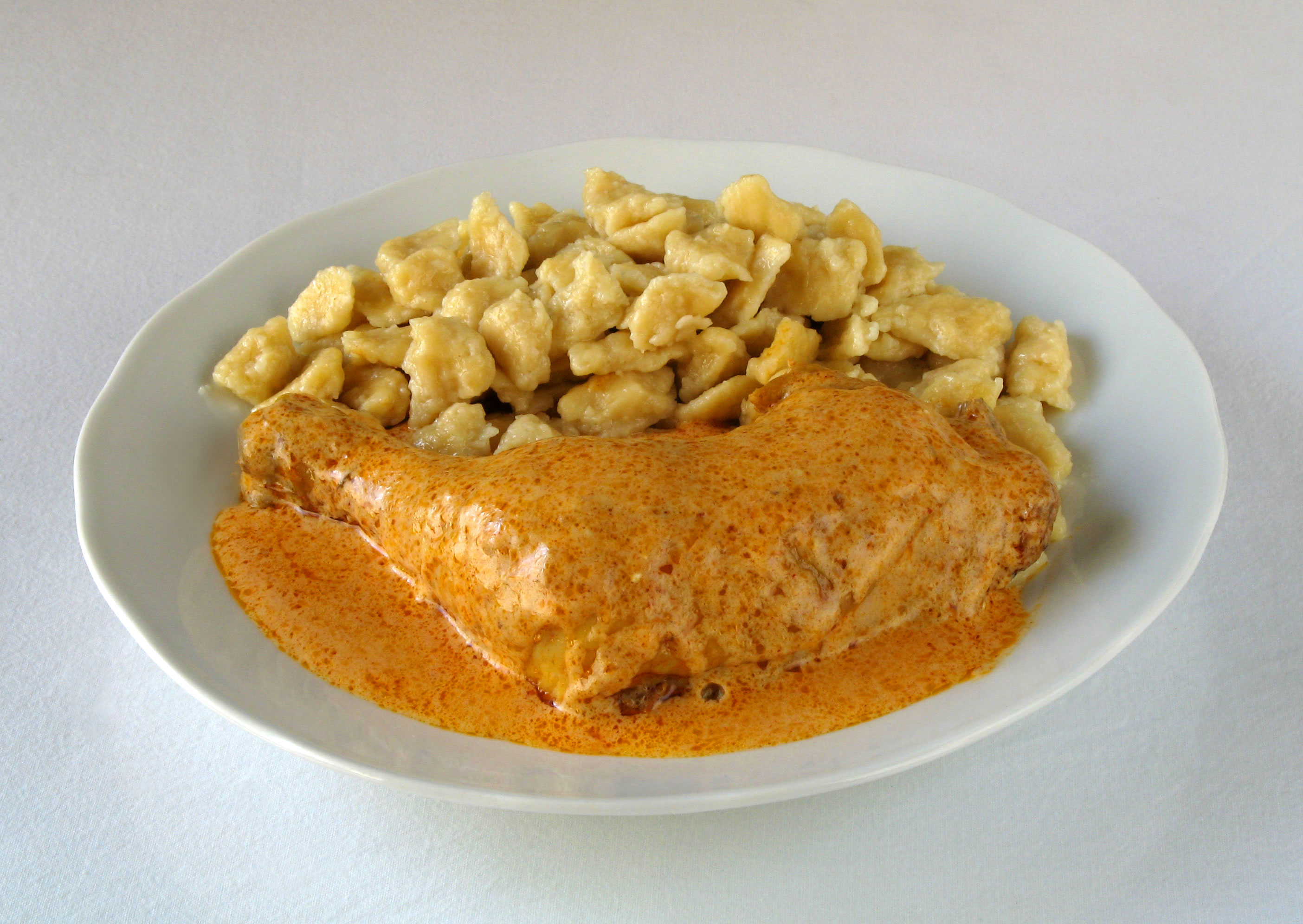
مرغ پاپریکایی با نوکِدلی (دامپلینگ)

مرغ پاپریکایی (مجاری: paprikás csirke) یک غذای مرسوم در مجارستان و یکی از مشهورترین غذاها با پاپریکا است، که در آشپزی مجارستانی بسیار کاربرد دارد. برای طبخ این غذا مرغ را برای مدتی طولانی داخل یک سس می‌جوشانند. در ساخت این سس از چربی و پاپریکا استفاده می‌شود.

## آماده‌سازی

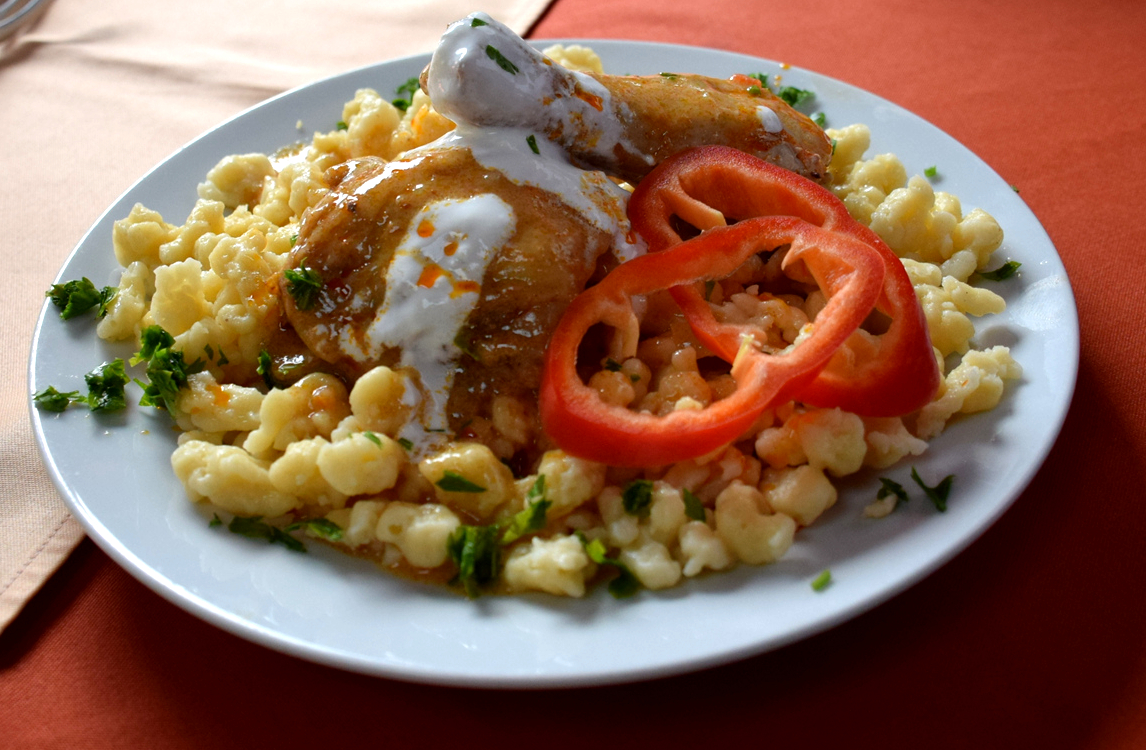
مرغ پاپریکایی با سالاد

در دستورهای تهیه رایج به مرغ، پیاز، چربی، پاپریکای شیرین، فلفل سبز، گوجه‌فرنگی، سیر، آرد و خامهٔ ترش نیاز است. گاهی روغن زیتون و فلفل شیرین قرمز و زرد و رب گوجه‌فرنگی نیز مورد استفاده قرار می‌گیرند. این غذا شباهت نزدیکی با گویاش دارد و به‌صورت سنتی با مخلفاتی چون نوکِدلی، دامپلینگ مجاری، تالیاتله، برنج یا ارزن سرو می‌شود. ترکیبی از این غذا در بلغارستان نیز وجود دارد ولی مقدار پاپریکای کمتری در آن ریخته می‌شود.